# 聖ムィコラーイ軍事大聖堂
座標: 北緯50度26分30秒 東経30度33分05秒 / 北緯50.44167度 東経30.55139度

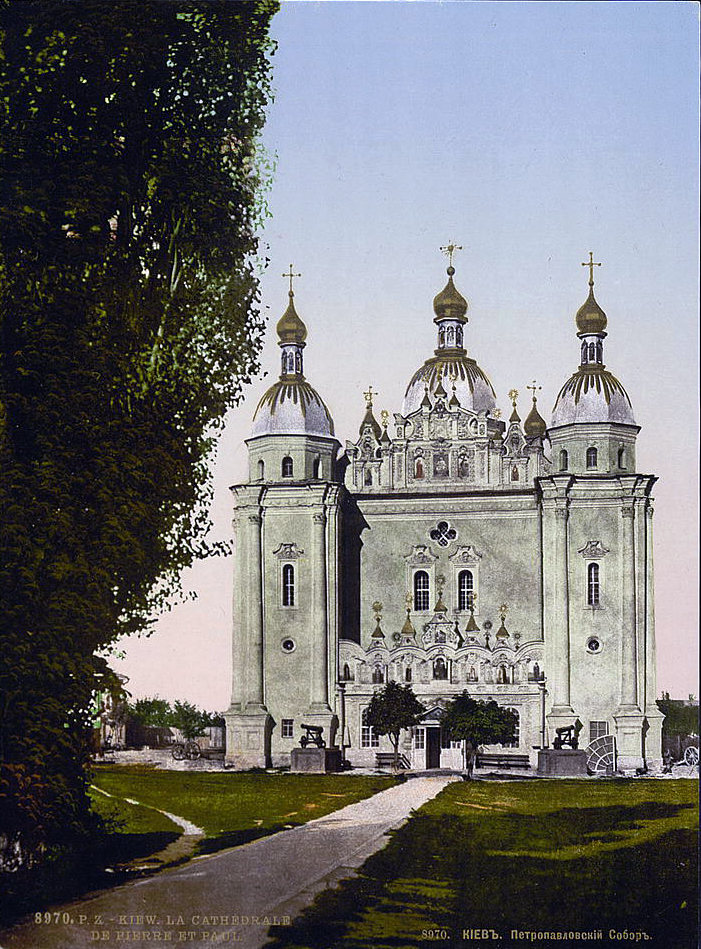
約1900年頃の聖ミコライ軍事大聖堂が描かれた絵葉書。

聖ムィコラーイ軍事大聖堂（せいムィコラーイぐんじだいせいどう、ウクライナ語: Військовий Микільський собор, ロシア語: Никольский военный собор）、通称大ムィコラーイ（ウクライナ語: Великий Микола）は、ロシア帝国の軍事大聖堂の一つ。1696年に建てられ、19世紀にキーウ要塞が建てられてからは要塞の中に位置するようになり、その時期から大聖堂となった。
五角形のキューポラを持ったウクライナ・バロック様式の大聖堂はイヴァン・マゼーパからの依頼を受けたオシプ・スターツェフによって設計され、アスコルドの墓と結びついている聖ムィコラーイの教会として1696年に建てられた。マゼーパが依頼した金のイコノスタシスは有名なものとなっていた。
1831年にロシア帝国軍が大聖堂の後援者となり、それを表すために大砲が設置された。1934年にソビエト政権は大聖堂を爆破し、跡地にピオネール宮殿を建てた。
今日においては、大聖堂の再建を求める運動が高まっていて、時のウクライナ大統領であったヴィクトル・ユシチェンコは破壊された文化財を復元する考えを支持した。
現状、大聖堂で行われていた礼拝は大聖堂があった場所付近の野外で行われている。
2010年代になって大聖堂の再建についての問題が提起された。それに先立つ2009年6月にヴィクトル・ユシチェンコは歴史・文化・建築の分野において価値を持つ失われた聖ムィコラーイ軍事大聖堂の修復案を出すようキーウ市政府とともに関係閣僚へ指示していた。